# NGC 3934
NGC 3934 је спирална галаксија у сазвежђу Лав која се налази на NGC листи објеката дубоког неба.
Деклинација објекта је + 16° 51' 6" а ректасцензија 11h 52m 12,5s. Привидна величина (магнитуда) објекта NGC 3934 износи 14,0 а фотографска магнитуда 14,8. NGC 3934 је још познат и под ознакама UGC 6841, MCG 3-30-123, CGCG 97-171, IRAS 11496+1707, PRC C-38, PGC 37170.